# Meaulnes du Corta
Meaulnes du Corta, född 2000 i Frankrike, är en fransk varmblodig travhäst. Han tränades av Pierre Levesque.
Meaulnes du Corta tävlade åren 2003–2010 och sprang in 2,8 miljoner euro på 58 starter varav 25 segrar. Han tog karriärens största seger i Prix d'Amérique (2009). Bland andra stora segrar räknas Prix de France (2009, 2010), Grand Critérium de Vitesse (2009, 2010), Prix de Bourgogne (2008, 2009), Prix d'Été (2007), Prix de l'Atlantique (2007), Critérium des 5 ans (2005) och Prix de Sélection (2004). Han har även kommit på andraplats i Prix de l'Union Européenne (2007) och Prix Marcel Laurent (2005).
Efter karriären har han varit avelshingst i Frankrike. Han har lämnat efter sig bland andra Tagada Tagada (2009), Afghan Barbes (2010), Begum Fromentro (2011) och M.T.Joinville (2011).